# Feel It Now
Feel It Now è una canzone del gruppo pop globale Now United. È stata pubblicata il 19 agosto 2020, in associazione con il marchio di bevande analcoliche Pepsi, e la canzone è stata pubblicata su piattaforme digitali il 21 agosto. Ha voci di Any, Sofya, Sabina, Savannah, Heyoon, Bailey e Noah.

## Video musicale
Il video musicale di Feel It Now è stato rilasciato il 19 agosto 2020. Registrato eccezionalmente con i membri separati a causa dell'isolamento sociale, il video musicale ci presenta da diverse parti del mondo, con un sacco di balli e coreografie. Il video musicale non aveva la presenza del membro finlandese Joalin, quindi sono state utilizzate immagini dagli archivi; Il motivo dell'assenza di Joalin era perché stava prendendo parte alle riprese di un reality show in Finlandia.

## Promozione
La canzone è stata annunciata 3 giorni prima della sua uscita, avendo il feed Instagram del gruppo completamente organizzato solo per la promozione della canzone; ma prima di allora, il 1 maggio 2020, il gruppo ha pubblicato un'anteprima della canzone. sul tuo profilo Instagram. La canzone viene anche utilizzata come pubblicità per il marchio di bibite Pepsi, che è lo sponsor del video musicale. Pepsi ha lanciato una sfida anche sull'applicazione video TikTok, che ha già superato i 700.000 video realizzati con #PepsiChallenge. La musica è stata utilizzata anche come jingle per le audizioni del 16° membro del gruppo, che sarebbe arrivato dal Medio Oriente o dal Nordafrica; Quello scelto per essere il sedicesimo membro del gruppo è stato Nour Ardakani, dal Libano.

## Esibizioni dal vivo
Modifica Il 27 settembre, il gruppo ha eseguito la canzone al premio brasiliano Meus Prêmios Nick; La performance era fondamentalmente la clip della canzone, con l'aggiunta di nuove immagini che Heyoon, Savannah, Sina e Sofya hanno registrato durante il loro soggiorno a Dubai, ma solo il membro brasiliano Any Gabrielly ha cantato sul palco del premio, mentre il altri membri del gruppo erano in isolamento sociale a causa di COVID-19. Il gruppo ha vinto tutte le categorie che hanno gareggiato in questo premio.

## Formazione
- Vocalists: Now United
- Produzione musicale: Emile Ghantous per FUSION Music e Keith Hetrick
- Testi: Emile Ghantous (ASCAP), Keith Hetrick (IMC), Francesca "Francci" Richard (IMC)
- Coreografia: Kyle Hanagami
- Direttore del video musicale: Alex Gudino